# Antilles (paquebot de 1953)
Pour les articles homonymes, voir Antilles (homonymie).
Ne doit pas être confondu avec Antilles (paquebot de 1913).
L'Antilles de 1953 — à ne pas confondre avec l'Antilles de 1913 — est un paquebot construit en 1952 à l'arsenal de Brest pour la Compagnie générale transatlantique. 
Mis en service en 1952 sur la ligne Le Havre—Les Antilles, il sombra en 1971 dans les eaux antillaises, après avoir heurté un récif non cartographié au nord de l'île Moustique, puis être calciné par un incendie.

## Historique

### Exploitation
Lancé six mois avant son sister-ship le Flandre, il est finalement mis en service avec un retard de dix mois dû aux nombreux problèmes techniques apparus sur son jumeau qui termina son voyage inaugural en remorque.
En février 1956, sa cheminée est rehaussée de trois mètres par les services techniques de la compagnie au Havre afin d'éviter les retombées de suie sur les ponts arrière.
Avec l'essor du transport aérien de passagers, il est progressivement exploité en alternance entre lignes régulières Europe - Antilles - Caraïbes et croisières (surtout en hiver) dans les Caraïbes. Dans le cadre de cette exploitation, en 1964, 1966 et 1971, l’Antilles a été amené plusieurs fois à se rendre au secours de navires marchands en détresse.

### Naufrage le 8 janvier 1971
Le 8 janvier 1971, le paquebot heurte un récif immergé, non signalé sur les cartes, alors qu'il est à quelques milles de l’île Moustique, en croisière entre La Guaira et La Barbade. Il est aux alentours de 16 h lorsque le navire s’engage dans un passage au nord de l’île Moustique. Plusieurs habitants se sont inquiétés lorsqu’ils ont aperçu le paquebot s’aventurer si près d’un récif dangereux. Certains ont même demandé d’envoyer un message radio au navire pour l’avertir du danger. À la barre, le timonier ressent un choc puis entend deux vibrations pendant plusieurs secondes. La collision ébranle le navire et endommage la coque au niveau d'une soute à mazout, qui met le feu à la salle des machines, surchauffée. L'équipage n'arrive pas à maîtriser l'incendie et les 635 personnes, dont 350 passagers, présentes à bord évacuent le navire ; aucune victime n'est à déplorer. 
Le lendemain, les naufragés transbordés entre-temps sur l'île Moustique sont transférés sur des navires venus à leur secours, parmi lesquels le Queen Elizabeth 2 de la Cunard. Une partie des officiers sera ensuite évacuée sur le cargo m/v Pointe Allègre de la Compagnie générale transatlantique. Le même jour, l'incendie fait rage et l’Antilles se brise en deux. Les restes du paquebot continueront de brûler pendant six semaines. Au fil des ans, l'épave finit par sombrer dans les eaux antillaises. 
À trois minutes près, l'accident aurait pu être évité. Trois minutes après l'échouement, la radio de bord captait en effet un message d'une station locale signalant que le navire s'engageait dans une zone de hauts-fonds[réf. souhaitée].

## Procédures en justice
Ce naufrage donna lieu à des procédures en justice. Les deux principaux points de contestation portaient sur le choix de faire passer le navire dans ce passage étroit au nord de l’ile Moustique, alors que la cartographie française en était ancienne et peu précise, et aussi sur la façon dont la lutte contre l’incendie avait été conduite par l’équipage. 
Le commandant, Raymond Kerverdo, fut traduit devant le tribunal maritime commercial du Havre, en application de l'article 81 du code disciplinaire et pénal de la marine marchande. Il expliqua les circonstances de l’accident,, et fut acquitté par le tribunal après enquête et débats en octobre 1971 . Le commandant Kerverdo poursuivit sa carrière, qu’il termina en commandant le plus grand paquebot français, le SS France (France (paquebot) de la même Compagnie générale transatlantique.
La Compagnie générale transatlantique fut remboursée par ses assureurs de la valeur assurée du navire à l'époque, soit 9 millions de francs, et elle remplaça le SS Antilles en rachetant un navire norvégien, le Bergensfjord, qu'elle rebaptisa de Grasse.
Ultérieurement, en avril 1975, un tribunal régional (‘District’) américain de Puerto Rico, statua sur des plaintes de divers passagers de l’Antilles contre la Compagnie générale transatlantique et ses assureurs du « West of England Steamship Owners Protection and Indemnity Association ». Le juge décida, après interrogation de nombreux témoins, dont le commandant et certains autres officiers sur les circonstances de l’accident. de condamner la Compagnie générale transatlantique pour « navigation négligente ». Cette décision visait le choix imprudent de faire naviguer le navire très près des côtes et dans des passages délicats (pour satisfaire le souhait des passagers de voir les paysages côtiers d’aussi près que possible) alors que la Compagnie, son commandant et ses officiers ne pouvaient ignorer que la cartographie (française, anglaise et américaine) des alentours de l’ile Moustique était ancienne et imprécise . 
Ce jugement fait rétrospectivement et partiellement écho au Naufrage du Costa Concordia en janvier 2012, grand paquebot qui s’échoua et coula sur les récifs de l’Île de Giglio, au large de l’Italie, qu’il avait approché de trop près pour le plaisir des passagers, avec pour conséquences la mort de 32 passagers et la perte totale du navire.

## René Goscinny
Les navires de croisière sont un lieu propice aux idylles amoureuses. « C'est à la mer que je dois d'être sur terre ! » dira Anne Goscinny, la fille de l'humoriste et auteur de bandes dessinées René Goscinny. Elle raconte que ses parents firent connaissance en août 1964 à bord du paquebot Antilles lors d'une croisière en mer du Nord. Sa mère ignorant tout de Goscinny, ce dernier lui offrit un exemplaire du Petit Nicolas en guise de présentation. Elle raconte : « Il m'a donné le Petit Nicolas pour que je voie à peu près ce qu'il faisait. Je me suis dit : cet homme est un génie ! Revenue à Nice, j'ai informé mes copains que j'avais rencontré un génie qui écrivait le Petit Nicolas et un tas d'autres trucs. Ah ! bon, disent les copains, Et comment s'appelle ton génie ? René Goscinny. Là j'ai compris à leurs hurlements que, comme découvreuse de génies, j'étais nulle ».